# Libre (periódico de Buenos Aires)
Libre fue un periódico argentino publicado en la ciudad de Buenos Aires. Fue fundado por la Editorial Perfil el lunes 2 de mayo de 2011. Se distribuía de lunes a viernes y su eslogan fue "El diario más rápido del país". El 29 de abril, en el acto de la CGT por el Día del trabajador, el periódico repartió los llamados "números cero" (preparativos) entre quienes concurrieron al acto.[cita requerida]

## Línea editorial
Las tapas de Libre solían ser una broma o juego de palabras. Su línea editorial era de tendencia burlesca y se lo ha criticado por su inexactitud y falta de corroboración de fuentes.

## Investigaciones y línea editorial
Más allá del tono de broma y desenfado, el manual de estilo de Libre se podía sintetizar en una sola palabra: Escándalo. El modus operandi era un vale todo. Desde titular “La madre de una chica mogólica", notas sobre la fiesta negra del plantel de River o la panza de Amado Boudou, o la nota sobre el hijo travesti no reconocido de Daniel Passarela.
Libre durante la primera semana tiró 55 000 ejemplares y vendió 11 000. Las bajas ventas acarrearon la caída de anunciantes y decidieron virar el periódico a deportivo para posicionarse como una alternativa al Olé. Libre en versión deportiva sólo resistió 33 ediciones. Fontevecchia argumentó desde sus publicaciones que el fracaso de Libre se debió a la movida de Clarín al lanzar Muy al mismo tiempo.

## Polémica por sus artículos
Los trabajadores de Libre habían decidido quitar las firmas de sus notas a modo de protesta, y Fontevechia quiso obligar a los editores a colocar sus firmas en notas que habían escrito otros. Según testimonios de los extrabajadores de Libre “Nos mandaban a los boliches a hacer guardia con el objetivo de enganchar a los futbolistas con travestis y botineras. Querían que encontráramos famosos con hijos con síndrome de down".

## Conflicto gremial
Tras un conflicto gremial por el pago atrasado de sueldos el Ministerio de Trabajo obligó a la empresa a no despedir personal por dos semanas hasta encontrar una solución negociada. A lo que Fontevechia rebajó salarios argumentando que la empresa perdió 28 millones de pesos, y que 17 de ellos correspondieron a Libre y Libre deportivo.

## Reconversión y cierre
A menos de un año de su salida a la calle, Libre fue reconvertido en un periódico deportivo. Imposibilitado de competir contra "Muy", del Grupo Clarín, editado sólo para competir con Libre y dejarlo fuera del mercado cartelizando la publicidad de anunciantes críticos, fue transformado en un periódico deportivo. La decisión fue cuestionada dentro y fuera de la editorial, generó conflictos gremiales y desprestigio para la marca por la abrupta caída en ventas y en calidad. Tras solo un mes, acabó cerrando.